# Deutsche Gesellschaft für Pädiatrische Infektiologie
Die Deutsche Gesellschaft für Pädiatrische Infektiologie (DGPI) ist eine seit 1991 bestehende deutsche wissenschaftliche Fachgesellschaft von Ärzten der Fachrichtung Kinder- und Jugend-Heilkunde. Sie hat die Form eines eingetragenen Vereins und ihren Sitz aktuell in Berlin.

## Aufgabenstellung
Laut Satzung setzt sich die Fachgesellschaft folgende Zwecke:
- „die wissenschaftlichen und praktischen Belange der pädiatrischen Infektiologie zu fördern und das Wissen über erregerbedingte Erkrankungen bei Kindern und Jugendlichen zu erweitern und zu verbreiten“
- „wissenschaftliche Grundlagen für die bestmögliche Betreuung der Kinder und Jugendlichen mit Infektionen und ihrer Verhütung durch eigene wissenschaftliche Untersuchungen selbst zu erarbeiten“[3]
- die Weiterbildung in der Pädiatrischen Infektiologie zu fördern
- nationale und grenzüberschreitende wissenschaftliche Kooperationen im Bereich der Infektiologie-Aufklärung des Kindes- und Jugendalters zu unterstützen.

## Geschichte
Hervorgegangen ist die Neugründung DGPI 1991 im Rahmen der Wiedervereinigung, aus einem Zusammenschluss der Arbeitsgemeinschaft Infektiologie der Gesellschaft für Pädiatrie der DDR sowie der Kommission für Infektionskrankheiten der Deutschen Gesellschaft für Kinderheilkunde in der Bundesrepublik Deutschland.
Bei der Gründungsversammlung zählte die Fachgesellschaft 72 Mitglieder. Im Jahr 2024 umfasste sie über „1000 Wissenschaftler, Kinder- und Jugendärzte aus Deutschland, Österreich, der Schweiz und weiteren Ländern“.
Seit 1997 ist die DGPI Mitglied in der deutschen Arbeitsgemeinschaft der Wissenschaftlichen Medizinischen Fachgesellschaften (AWMF).
Die von der DGPI langjährig vorbereitete Einführung einer offiziellen ärztlichen Weiterbildung zum Infektiologen wurde im Mai 2003 vom Deutschen Ärztetag als „Zusatzweiterbildung Infektiologie“ genehmigt. Diese Fortbildungen nach dem Europäischen Curriculum werden seit März 2005 an von der DGPI zertifizierten Ausbildungszentren durchgeführt.
Erstmals wurde 2009 mit Roswitha Bruns eine Frau zur Vorsitzenden des Vereins gewählt. Die Privatdozentin und Oberärztin der Klinik für Kinder- und Jugendmedizin der Universität Greifswald kündigte an, insbesondere die ärztliche Weiterbildung in diesem Bereich voranzutreiben. Seit 2021 ist Tobias Tenenbaum (Berlin) Vorsitzender der Gesellschaft.

## Aktivitäten
Wie bei vergleichbaren medizinischen Fachgesellschaften gleichfalls üblich gibt es zahlreiche wissenschaftliche Projekte und einmal jährlich eine übergreifende Jahrestagung der gesamten DGPI. Diese Tagungen fanden seit 1992 an wechselnden Orten statt.
Der Vorstand der DGPI besteht aus dem 1. Vorsitzenden, 2. Vorsitzenden, Schatzmeister, Schriftführer und 3 Beiräten. Sie treffen sich zu Sitzungen jeweils einmal im Frühjahr und im Herbst im Rahmen der Jahrestagung.
Als wichtigste Publikation gibt die DGPI seit 1995 das Handbuch zu Infektionen bei Kindern und Jugendlichen heraus.

## DGPI-Forschungsförderpreis
Die DGPI verleiht einen mit 10.000 Euro dotierten DGPI-Forschungsförderpreis. Dieser zielt auf die Förderung von „insbesondere pädiatrisch-infektiologische Forschungsvorhaben mit dem Ziel, Erkenntnisse zur Pathogenese, Diagnostik, Therapie oder Prophylaxe von infektiösen Erkrankungen bei Kindern und Jugendlichen“ zu erweitern. Es gilt eine Altersobergrenze von 45 Jahren für Bewerber. Die Begutachtung und Entscheidung übernimmt eine unabhängige Wissenschaftler-Jury. Die Verleihung des Preises erfolgt anlässlich der Jahrestagung. In den Jahren zuvor gab es den DGPI-Juniorforschungsförderpreis.